# Otakar Hübschmann
Otakar Hübschmann (18. září 1871 Praha – 6. října 1922 Praha) byl rakouský a český politik, na počátku 20. století poslanec Říšské rady.

## Biografie

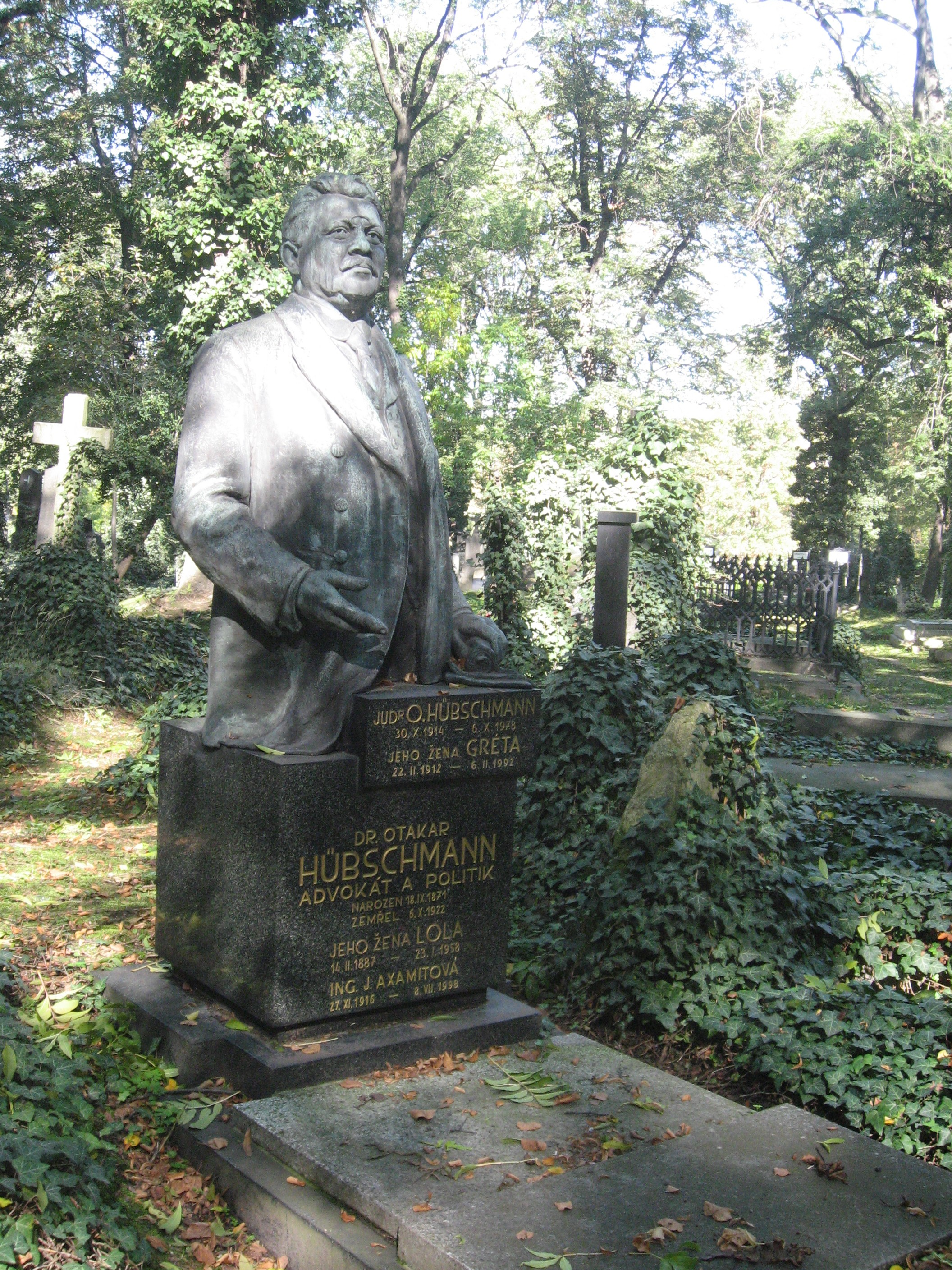
Náhrobek Otakara Hübschmanna na Olšanských hřbitovech v Praze.

Působil jako advokát. Byl aktivní i politicky jako člen České strany národně sociální. Publikoval politické spisy. Zasedal ve výkonném výboru národně sociální strany a byl náměstkem jejího předsedy.
Na počátku 20. století se zapojil i do celostátní politiky. Ve volbách do Říšské rady roku 1911 získal mandát v Říšské radě (celostátní zákonodárný sbor) za obvod Čechy 11. Usedl do poslanecké frakce Český národně sociální klub. Ve vídeňském parlamentu setrval až do zániku monarchie. K roku 1911 se profesně uvádí jako advokát.
Zemřel náhle, po delší nemoci, v říjnu 1922. Pohřben byl na Olšanských hřbitovech.